# メガロポリスのアリストデモス
アリストデモス（希：Ἀριστόδημος アリストデーモス、ラテン文字転記：Aristodemos、紀元前3世紀）はメガロポリスの僭主である。

## 略歴・人物
アリストデモスはピガリアの生まれで、アルテュラスの子である。アリストデモスは僭主であるのに「親切者」とあだ名された。アリストデモスの治世において、スパルタ王アクロタトス（パウサニアスはこのアクロタトスをクレオメネス2世の子のアクロタトスとしているが、おそらくこれは間違いで年代的にはアレウス1世の子の方と考えるほうが妥当である）がメガロポリス領に侵攻してきた。双方多数の戦死者を出したものの、戦いはアリストデモスの勝利に終わり、アクロタトスは敗死した。アリストデモスはエクデモスとデモファネスという二人の愛国的メガロポリス市民―後にアカイア同盟の指導者となるフィロポイメンの友人―によって殺された。

## 註
1. ↑  パウサニアス, 8. 4. 2
2. ↑  プルタルコス, 「フィロポイメン」, 1